# Darren McGavin
William Lyle Richardson (San Joaquin, 7 mei 1922 - Los Angeles, 25 februari 2006), bijgenaamd Darren McGavin, was een Amerikaans acteur die het meest bekend werd door zijn rol in de televisieserie Kolchak: The Night Stalker en voor zijn rol in de film A Christmas Story. Hij speelde ook de stoer pratende en grappige detective in de televisieserie Mickey Spillane's Mike Hammer.
Richardson rondde succesvol zijn toneelopleiding af op het Neighborhood Playhouse en de Actors Studio in New York. In 1945 maakte hij een overstap van decorontwerper naar acteur en maakte zijn filmdebuut in A Song to Remember
Richardson was van 1969 tot 2003 met de actrice Kathie Browne (1939-2003) getrouwd. Hij overleed op 83-jarige leeftijd in het ziekenhuis van Los Angeles een natuurlijke dood.

## Filmografie (selectie)
- A Song to Remember (1945)
- Counter-Attack (1945)
- Kiss and Tell (1945)
- She Wouldn't Say Yes (1946)
- Fear (1946) (uncredited)
- Queen for a Day (1951)
- Summertime (1955)
- The Man with the Golden Arm (1955)
- The Court Martial of Billy Mitchell (1955)
- A Word to the Wives (1955)
- The Delicate Delinquent (1957)
- Beau James (1957)
- The Case Against Brooklyn (1958)
- Bullet for a Badman (1964)
- The Great Sioux Massacre (1965)
- African Gold (1966)
- Ride the High Wind (1967)
- Mission Mars (1968)
- Anatomy of a Crime (1969)
- The Challenge (1970)
- Tribes (1970)
- Mooch Goes to Hollywood (1971)
- Mrs. Pollifax – Spy (1971)
- Happy Mother's Day, Love George (1973) (ook regisseur en producent)
- 43: The Richard Petty Story (1974)
- B Must Die (1975)
- The Demon and the Mummy (1976)
- No Deposit, No Return (1976)
- Airport '77 (1977)
- Hot Lead and Cold Feet (1978)
- Zero to Sixty (1978)
- Hangar 18 (1980)
- The Martian Chronicles (1980) (Sam Parkill)
- Firebird 2015 AD (1981)
- A Christmas Story (1983)
- The Natural (1984)
- Turk 182 (1985)
- Flag (1986)
- Raw Deal (1986)
- From the Hip (1987)
- Dead Heat (1988)
- Inherit the Wind (1988)
- In the Name of Blood (1990)
- Captain America (1991)
- Blood and Concrete (1991)
- Perfect Harmony (1991)
- Happy Hell Night (1992)
- Billy Madison (1995)
- Still Waters Burn (1996)
- Small Time (1996)
- Pros and Cons (1999)
- Still Waters Burn (2008)